# Senegal nos Jogos Olímpicos de Verão de 1996
O Senegal participou dos Jogos Olímpicos de Verão de 1996 em Atlanta, Estados Unidos. A delegação foi composta por 11 desportistas.

## Desempenho

### Atletismo
Masculino
| Atleta                                              | Evento              | Eliminatórias | Eliminatórias | Quartas-de-final | Quartas-de-final | Semifinais  | Semifinais  | Final       | Final       |
| Atleta                                              | Evento              | Res.          | Pos.          | Res.             | Pos.             | Res.        | Pos.        | Res.        | Pos.        |
| --------------------------------------------------- | ------------------- | ------------- | ------------- | ---------------- | ---------------- | ----------- | ----------- | ----------- | ----------- |
| Oumar Loum                                          | 200 m               | 20.69         | 3º/bat. 8     | 21.31            | 7º/bat. 2        | Não avançou | Não avançou | Não avançou | Não avançou |
| Ibou Faye                                           | 400 m com barreiras | 48.84         | 1º/bat. 1     |                  |                  | 48.84       | 7º/bat. 2   | Não avançou | Não avançou |
| Hamidou M'Baye                                      | 400 m com barreiras | 50.30         | 6º/bat. 3     |                  |                  | Não avançou | Não avançou | Não avançou | Não avançou |
| Tapha Diarra Aboubakry Dia Hachim N'Diaye Ibou Faye | Revezamento 4x400 m | 3:02.61       | 2º/bat. 3     |                  |                  | 3:01.72     | 2º/bat. 1   | 3:00.64     | 4º          |
| Cheikh Tidiane Touré                                | Salto em distância  | 7,91 m        | 18º           |                  |                  |             |             | Não avançou | Não avançou |

### Judô
Masculino
| Atleta            | Categoria | Pos. |
| ----------------- | --------- | ---- |
| Abdoul Karim Seck | -65 kg    | =21º |
| Khalifa Diouf     | +95 kg    | =21º |

### Lutas
Masculino
| Atleta         | Categoria       | Fase de 32             | Oitavas de final                      | Quartas de final       | Semifinais             | Final                  | Final |
| Atleta         | Categoria       | Adversário e resultado | Adversário e resultado                | Adversário e resultado | Adversário e resultado | Adversário e resultado | Pos.  |
| -------------- | --------------- | ---------------------- | ------------------------------------- | ---------------------- | ---------------------- | ---------------------- | ----- |
| Félix Diédhiou | Livre até 68 kg | EST K. Kõiv D F        | Repescagem: HUN J. Fórizs D SUP       | Não avançou            | Não avançou            | Não avançou            | 17º   |
| Alioune Diouf  | Livre até 82 kg | RUS K. Magomedov D 0–3 | Repescagem: GEO A. Gogolishvili D 2–6 | Não avançou            | Não avançou            | Não avançou            | 21º   |

Legenda
| Recorde mundial      | Recorde mundial (World record)               |                       | Recorde africano                      | Recorde africano (African) |                                           | Q | Classificado por posição (Qualified) |
| Recorde olímpico     | Recorde olímpico (Olympic record)            | Recorde da América    | Recorde da América (Americas)         | q                          | Classificado por melhor tempo (Qualified) |   |                                      |
| Melhor marca do ano  | Melhor marca do ano (World leading)          | Recorde asiático      | Recorde asiático (Asian)              | DNS                        | Não largou (Did not start)                |   |                                      |
| Recorde nacional     | Recorde nacional (National record)           | Recorde europeu       | Recorde europeu (European)            | DNF                        | Não terminou (Did not finish)             |   |                                      |
| Recorde pessoal      | Recorde pessoal do atleta (Personal best)    | Recorde da Oceania    | Recorde da Oceania (Oceania)          | DSQ / DQ                   | Desclassificado (Disqualified)            |   |                                      |
| Recorde da temporada | Recorde da temporada do atleta (Season best) | Recorde sul-americano | Recorde sul-americano (South America) | NM                         | Sem marca (No mark)                       |   |                                      |